# 工党 (南非)
南非工党，是1910年3月经工会、德兰士瓦独立工党与纳塔尔工党讨论后所成立的一个南非政党。它自称代表白人工人阶级利益，是为民主社会主义政党。
该党主要支持源自城市里的白人工人阶级，而该党也保护他们免受黑人和其他非白人工人对他们的竞争。